# Марк Гармон
Марк Гармон (англ. Mark Harmon; 2 вересня 1951) — американський актор.

## Життєпис
Марк Гармон народився 2 вересня 1951 року в місті Бербанк, штат Каліфорнія. Батько Том Гармон, був відомим гравцем американського футболу, мати Еліз Нокс — акторка та фотомодель. У Марка є дві сестри, Келлі і Крістін. У 1974 році з відзнакою закінчив Каліфорнійський університет у Лос-Анджелесі. В університеті він досить успішно грав в американський футбол.

## Кар'єра
У середині 1970-х років Марк Гармон став грати епізодичні ролі в різних телесеріалах. У 1977 році за невелику роль в телевізійному фільмі «Елеанор і Франклін: Роки в Білому домі», вперше був номінований на премію «Еммі». У 1979 році Гармон грав одну з головних ролей, помічника шерифа, у серіалі про поліцейських «240-Роберт», у 1980 році знімався в мильній опері «Фламінго-роуд», з 1983 по 1986 рік грав лікаря в серіалі «Сент-Елсвер». У 1987 році Гармон знявся в чотирьох епізодах комедійно-детективного серіалу «Детективне агентство „Місячне сяйво“». З 1991 по 1993 рік виконував головну роль поліціянта в серіалі «Обґрунтовані сумніви», двічі був номінований на «Золотий глобус». З 1996 по 2000 рік Гармон грав лікаря у серіалі «Надія Чикаго», у 2002 році — агента секретної служби в серіалі «Західне крило». З 2003 року виконує роль спеціального агента служби кримінальних розслідувань ВМС США Лероя Джетро Гіббса у серіалі «NCIS: Полювання на вбивць».

## Особисте життя
21 березня 1987 року Гармон одружився з актрисою Пем Доубер, у них двоє дітей: Шон (1988) і Тай Крістіан (1992).
У 1996 році Хармон врятував підлітка, який потрапив в автомобільну аварію біля його будинку в Брентвуді. Водієві вдалося втекти, але пасажир опинився в пастці палаючої машини. Хармон використовував кувалду зі свого гаража, щоб розбити вікно машини і витягнув пасажира з полум'я, який отримав 30% опіків тіла.

## Фільмографія
| Рік       |    | Українська назва                       | Оригінальна назва                          | Роль                     |
| --------- | -- | -------------------------------------- | ------------------------------------------ | ------------------------ |
| 1975      | с  | Критичне становище!                    | Emergency!                                 | офіцер Дейв Гордон       |
| 1975      | с  | Адам 12                                | Adam-12                                    | офіцер Гас Корбін        |
| 1975—1976 | с  | Жінка-поліцейський                     | Police Woman                               | Станскі / Пол Донін      |
| 1976      | с  | Лаверна і Ширлі                        | Laverne & Shirley                          | Віктор                   |
| 1976      | с  | Усі засоби хороші                      | All's Fair                                 |                          |
| 1976      | с  | Дельвеккіо                             | Delvecchio                                 | Ронні Страйкер           |
| 1976      | с  | Поліцейська історія                    | Police Story                               | офіцер Гацельтон         |
| 1977      | с  | Брати Гарді і Ненсі Дрю                | The Hardy Boys/Nancy Drew Mysteries        | Чіп Гарві                |
| 1977—1978 | с  | Сем                                    | Sam                                        | офіцер Майк Брін         |
| 1979      | с  | 240-Роберт                             | 240-Robert                                 | заступник Двейн Трібдо   |
| 1979—1983 | с  | Човен кохання                          | The Love Boat                              | Дуг Бредбурн / Рік Такер |
| 1980—1982 | с  | Фламінго-роуд                          | Flamingo Road                              | Карлайл                  |
| 1981      | тф | Очікування «Голіафа»                   | Goliath Awaits                             | Пітер Кабот              |
| 1983—1986 | с  | Сент-Елсвер                            | St. Elsewhere                              | доктор Роберт Колдвелл   |
| 1986      | тф | Принц Бель-Ейру                        | Prince of Bel Air                          | Робін Прінс              |
| 1987      | с  | Детективне агентство «Місячне сяйво»   | Moonlighting                               | Сем Кроуфорд             |
| 1987      | ф  | Літня школа                            | Summer School                              | Фредді Шуп               |
| 1988      | ф  | Президіо                               | The Presidio                               | Джей Остін               |
| 1989      | ф  | Це варто виграти парі                  | Worth Winning                              | Тейлор Уорт              |
| 1991      | ф  | Холодні небеса                         | Cold Heaven                                | Алекс Девенпорт          |
| 1991      | тф | Історія Діллінджера                    | Dillinger                                  | Джон Діллінджер          |
| 1991—1993 | с  | Обґрунтовані сумніви                   | Reasonable Doubts                          | детектив Дікі Кобб       |
| 1994      | ф  | Вайетт Ерп                             | Wyatt Earp                                 | шериф Джон Бехан         |
| 1995      | ф  | Остання вечеря                         | The Last Supper                            | Dominant Male            |
| 1996      | с  | Незнайомці                             | Strangers                                  | Марк                     |
| 1996—2000 | с  | Надія Чикаго                           | Chicago Hope                               | доктор Джек Макніл       |
| 1998      | ф  | Страх і огида в Лас-Вегасі             | Fear and Loathing in Las Vegas             | репортер                 |
| 2001      | тф | Під перехресним вогнем                 | Crossfire Trail                            | Брюс Беркоу              |
| 2001      | мс | Легенда про Тарзана                    | The Legend of Tarzan                       | Боб Мархем               |
| 2002      | с  | Західне крило                          | The West Wing                              | агент Саймон Донован     |
| 2003      | с  | Військово-юридична служба              | JAG                                        | агент Джетро Гіббс       |
| 2003      | ф  | Шалена п'ятниця                        | Freaky Friday                              | Раян                     |
| 2003—2016 | с  | NCIS: Полювання на вбивць              | NCIS: Naval Criminal Investigative Service | Лерой Джетро Гіббс       |
| 2010      | мф | Ліга Справедливості: Криза двох світів | Justice League: Crisis on Two Earths       | Супермен                 |
| 2012      | мс | Гріфіни                                | Family Guy                                 | Марк Гармон              |
| 2014—2016 | с  | Морська поліція: Новий Орлеан          | NCIS: New Orleans                          | Лерой Джетро Гіббс       |
| 2024      | с  | Морська поліція: Початок               | NCIS: Origins                              | Лерой Джетро Гіббс       |
| 2025      | ф  | Шалена п'ятниця 2                      | Freakier Friday                            | Раян                     |